# Alexei Davotchenko
Alexei Valerievich Devotchenko (en ruso: Алексе́й Вале́рьевич Дево́тченко; San Petersburgo, 14 de octubre de 1965 – Moscú, 5 de noviembre de 2014) fue un actor y activista ruso.
Nacido en Leningrado, estudió en la escuela n.º 179 del distrito de Kalinin (1973-1983). Devotchenko obtuvo su primera experiencia como actor en el Teatro de la creatividad juvenil (1978-1983). En 1990 se graduó en el Instituto Estatal de Teatro, Música y Cinematografía  Cherkasov de Leningrado, en el taller de Arkady Katzman y Lev Dodin. Fue miembro del Frente Civil Unido en San Petersburgo, participando en el grupo Los Disidentes. El 10 de marzo de 2010 fue uno de los artistas que firmaron en la web de la oposición rusa "Putin debe marcharse".
El 18 de noviembre de 2011, en su blog Live Journal, Devotchenko anunció que rechazaba el título de Artista de honor de Rusia y los dos premios estatales de Rusia, y pidió a las figuras culturales que boicotearan los eventos que apoyan al gobierno ruso. En marzo de 2014, firmó una carta "¡Estamos contigo!" oponiéndose a la intervención militar rusa en Ucrania.
El 5 de noviembre de 2014, Alexei Devotchenko fue encontrado muerto en medio de un charco de sangre en su apartamento de Moscú.